# Бизлан
Бизлан (азерб. Bizlan) — село в Исмаиллинском районе Азербайджана.

## География
Расположено в гористой местности в 25 км к юго-востоку от города Исмаиллы.

## История
По сведениям начала XIX века Бизлан (Бизнанъ) являлся одним из селений Гоузского магала Ширванской области Российской империи.
В последующем относился к Гоузскому магалу Шемахинского уезда одноимённой губернии, а с образованием Бакинской губернии вошел в её состав.

## Население
Согласно результатам Азербайджанской сельскохозяйственной переписи 1921 года Бизлан входил в Тирджанское сельское общество Шемахинского уезда Азербайджанской ССР. В 36 хозяйствах проживало — 149 жителей. Из них мужчин - 78 человек, женщин - 71 человек. Преобладающей национальностью обозначались азербайджанские тюрки (азербайджанцы).
По состоянию на 2008 год число жителей — 486 человек.
Основные занятия жителей — животноводство, разведение зерновых и садоводство.
Имеются общеобразовательная школа и библиотека.